# 时姓
时姓是漢字的姓氏之一，在《百家姓》中排名第83位，人数比较少。

## 姓氏来源